# سیارک ۸۵۹۱
سیارک ۸۵۹۱ (به انگلیسی: 8591 Excubitor، نامگذاری:6543P-L) هشت هزار و پانصد و نود و یکمین سیارک کشف شده‌است که در ۲۴ سپتامبر ۱۹۶۰ کشف شد.
قدر مطلق سیارک برابر ۱۲٫۸۰ است.